# Ulica Poligonowa w Lublinie
Ulica Poligonowa w Lublinie – ulica w Lublinie o długości 2,7 km stanowiąca granicę między Sławinem a Czechowem.
Północna, jednojezdniowa część ulicy łączy Sławin i Czechów z Jakubowicami Konińskimi. Południowa, dwujezdniowa część ulicy od skrzyżowania z ul Willową i ul. gen. Bolesława Ducha do otwartej 1 października 2015 ul. Bohaterów Wrześniastanowi wraz z ulicami gen. B. Ducha i Bohaterów Września drogę dojazdową do ekspresowej obwodnicy Lublina i nowy przebieg drogi wojewódzkiej nr 809. Ulica Poligonowa jednym bokiem przylega do dawnego poligonu wojskowego na Górkach Czechowskich, który wykorzystywany jest jako tor motocrossowy, a planuje się wykorzystanie go pod budowę mieszkań.